# 알렉산더 해밀턴
알렉산더 해밀턴(영어: Alexander Hamilton, 1755년 혹은 1757년 1월 11일~1804년 7월 12일)은 미국의 법률가이자 정치인, 재정가, 정치 사상가였다. 미국 건국의 아버지 (Founding Fathers) 중 한 명으로 꼽히며, 1787년 미국 헌법의 제정에 공헌하였다. 공언 연방주의자로 초대 대통령 조지 워싱턴 정부 시절 재무 장관(1789년~1795년)을 지냈다.
미국 지폐에 초상화가 새겨진 인물 중 대통령이 아니었던 사람은 알렉산더 해밀턴(10달러)과 벤저민 프랭클린(100달러) 단 두 명 뿐이다.

## 출생
그가 정확한 출생 년도는 미상으로 1755년 혹은 1757년 경 1월 11일 영국령 서인도 제도 네비스섬(현재의 세인트키츠 네비스)에 있는 찰스타운에서 태어났다. 해밀턴의 부모는 잉글랜드와 프랑스 위그노 계통의 레이첼 포셋 래비언과 스코틀랜드의 교역인 제임스 해밀턴이었다.
해밀턴의 출생 당시 레이철은 자신이 10대였을 때 자신의 부모에 의하여 결혼하는 데 압력을 받은 더욱 연상의 상인 존 래비언에게 결혼되었다. 그들은 함께 한명의 아들 피터를 두었다.
래비언은 레이철을 학대하였고, 1745년 그녀의 부친이 사망했을 때 그녀가 물려받은 돈을 거의 다 썼다. 자신들의 떠들석한 관계가 있던 동안 덴마크의 법률에 의하여 그는 그녀를 간음으로 몇달간 투옥 마저 시켰다.
그녀가 석방되었을 때 자신의 남편과 아들에게 돌아오는 대신 독립적인 마음의 레이첼은 곤란한 결혼 생활을 달아나 세인트키츠섬으로 이주하였다. 거기서 그녀는 자신이 1753년에 태어난 아들이자 알렉산더의 형 제임스를 둔 제임스 해밀턴과 만나 함께 이주해 들어갔다.

## 어린 시절

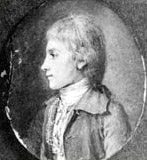
어린 시절의 해밀턴

세인트크로이섬(세인트크루아섬)으로 돌아간 후, 제임스 시니어는 해밀턴이 소년이었을 때 가족을 버리고 레이첼과 그녀의 아들들을 가난하게 두었다. 하루는 존 애덤스가 어린 해밀턴을 "스코틀랜드 행상인의 개자식 녀석"으로 묘사하면서 겸손한 시작부터 해밀턴의 상승을 특징 지으러 왔다.
자신의 삶에서 많은 것을 향상시키기로 결심한 해밀턴은 자신의 부친이 떠난지 얼마 후, 11세의 나이에 첫 직업을 택하였다. 그러나 가족은 곧 또 다른 슬픈 타격을 받았다. 끝을 맞추기 위해 지칠 줄 모르게 일을 한 후, 그의 모친이 병이 들어 1768년 38세의 나이에 사망하였다.
세인트크루아섬에서 상사의 회계 사무원으로서 일을 한 밝고 야심이 찬 젊은이는 자신의 고용인에게 빠르게 인상을 주었다. 이 초기의 경험을 통하여 해밀턴은 처음에 노예가 된 아프리카 흑인들의 수입을 포함하여 국제적 상거래로 노출되었고, 돈의 사업과 무역에 관하여 배웠다.

## 교육
해밀턴의 사장이자 "니컬러스 크루거"로 불린 사업가는 교육을 위하여 해밀턴을 아메리카로 보내는 데 "휴 녹스"라고 불리는 장관이자 신문 편집자와 함께 그와 다른 사업가들이 회계와 관련하여 자신들의 자원을 모았을 때 해밀턴의 통찰력을 소중히 여겼다. 해밀턴은 1772년 섬에 타격을 준 지독한 허리케인을 묘사한 것을 쓴 설득력있는 편지와 함께 녹스에게 인상을 주었다.
1773년 자신이 16세 경에 해밀턴은 뉴욕 식민지에 도착하여 킹스 칼리지 (후에 컬럼비아 대학교)에 입학하였다. 혁명 직전에 아메리카 식민지들과 자신의 관대한 후원자에 대한 감사에 불구하고, 해밀턴은 자신이 학문으로보다 정치적 연루로 더욱 끌렸다. 1774년 그는 친영파의 왕당파들의 이익을 대항하는 애국자들의 원인을 지키는 자신의 첫 정치 논문을 썼다.
빠르게 배우는 해밀턴은 스스로 만든 사람이 될 수 있다고 생각하였다. 실습 경험을 통하여 학습에 의도한 그는 영국이 부과한 세금과 상업 업무 규정에 관한 자신들의 항의에 애국자들과 함께 무력에 가입하는 데 졸업하기 전에 킹스 칼리지를 떠났다.

## 군사 경력

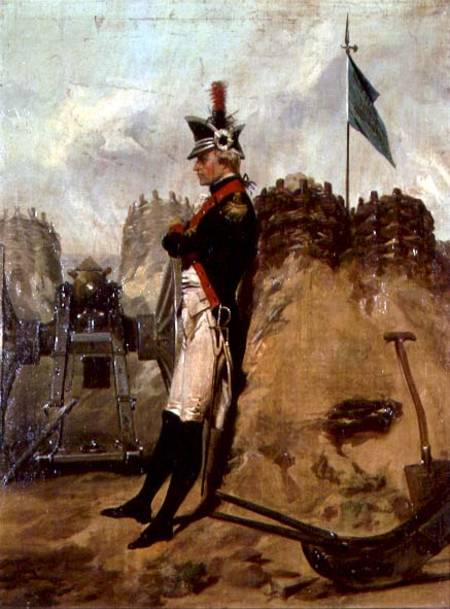
뉴욕 포병대 복무 시절

1775년 미국 독립 전쟁이 시작되었을 때 해밀턴은 뉴욕 지방 포병대의 일부가 되어 롱아일랜드, 화이트 플레인스와 트렌턴의 전투들에서 싸웠다.
1777년 해밀턴이 그해의 브랜디와인, 저먼타운과 프린스턴의 전투들에서 싸운 후에, 그는 대륙육군의 중령으로 진급되었다. 미국의 독립을 위한 싸움에서 자신의 초기 복무 동안 그는 자신을 보조인이자 신임할 수 있는 조언자로 만든 조지 워싱턴 장군의 관심을 끌었다.
다음 5년의 세월 동안 해밀턴은 자신의 글쓰는 실력을 놓았다. 그는 워싱턴의 비판적인 편지들을 썼고, 대륙육군의 전략적인 개혁과 구조 조정에 다수의 보고서들을 작성하였다.

## 부인과 자녀들
1780년 12월 14일 해밀턴은 독립 전쟁의 장군 필립 스카일러의 딸 엘리자베스 스카일러와 결혼하였다.
모든 계정에 의하여 그들은 자신들의 결혼 생활을 통하여 강한 관계를 누리었고, 한번은 해밀턴이 결혼한 여성 마리아 레이놀즈와 혼외 정사를 했다는 폭로에 불구하고 함께 8명의 자녀들을 두었다. 레이놀즈와 해밀턴의 정사는 국가의 역사상 첫 섹스 스캔들 중의 하나로 숙고되었다.
1804년 7월 4일 (에런 버와 자신의 운명적인 결투가 있끼 겨우 며칠 전) 자신의 부인에게 쓴 편지에서 해밀턴은 "당신의 하나님의 품으로 날아가서 위로를 받으세요. 나의 마지막 아이디어와 함께 나는 더욱 나은 세상에서 당신을 만나는 달콤한 희망을 간직할 것이요. 잘 있어요 최고의 아내, 최고의 여성. 나를 위해 사랑하는 모든 아이들을 안아주세요."라고 썼다.
자신의 남편의 사망 후 50년을 살은 엘리자 여사는 그의 유산을 보존하는 데 자신의 삶을 바치려고 하였다.

## 전쟁의 종말
자신의 책상 업무에 안절부절 못했던 해밀턴은 1781년 자신이 전장에 어떤 활동을 맛보는 데 워싱턴을 설득하였다. 워싱턴의 허락과 함께 해밀턴은 요크타운 전투에서 영국군에 승리를 이끌었다.
이 전투 후에 영국군의 항복은 결국적으로 1783년 2개의 주요 협상들로 이끌었는 데 미국과 영국 사이에 파리 조약과 영국, 프랑스와 스페인 사이의 베르사유에서 조인된 2개의 조약이었다. 이 조약들과 몇몇의 베르사유 화평 조약으로 알려진 평화 협정의 수집을 구성한 다른 협상들은 공식적으로 미국 독립 전쟁의 종말에 특정을 지었다.
워싱턴을 위하여 조언자로 지낸 동안 해밀턴은 연합규약으로부터 비롯되어 해밀턴이 믿었던 주들 사이에 질투와 원한을 포함한 의회의 약점을 깨닫게 되었다. (그는 미국의 첫 비공식적 헌법을 숙고한 연합규약이 국가를 통일하는 것보다 갈라놓았다고 믿었다.)
1782년 자신의 조언자 직위를 떠난 해밀턴은 강한 중앙 정부를 설립하는 것은 미국의 독립을 달성하는 데 기본적이었다고 설득하였다. 그 일은 해밀턴이 미국 육군을 위하여 일을 한 마지막이 아닐 것이었다.
1798년 해밀턴은 미국이 프랑스와 잠재적인 전쟁에 대비하면서 감찰관 겸 부사령관으로 임명되었다. 1800년 해밀턴의 군사 경력은 미국과 프랑스가 평화 협정에 도달했을 때 갑자기 왔다.

## 법률 경력
짧은 견습을 완료하고 변호사시험에 합격한 후, 해밀턴은 뉴욕에서 법률사무소를 설립하였다.
해밀턴의 초기 고객들 중의 다수는 잉글랜드 국왕에게 지속적으로 충성의 맹세를 한, 대중들에게 인기가 없던 영국 왕당파들이었다. 1776년 영국군이 뉴욕주에 권력을 장악했을 때 많은 뉴욕의 반역자들은 지역을 달아났고, 많은 이들이 이 시간 동안 다른 주들로부터 여행을 떠나 보호를 추구하고 있었던 영국 왕당파들은 버려진 주택과 사업들을 점유하기 시작하였다.
미국 독립 전쟁이 끝났을 때 거의 10년 가까이 후에 많은 반역자들은 점유된 자신들의 집들을 찾는 데 돌아와 보상을 위하여 왕당파들을 고발하였다. 해밀턴은 반역자들에 대항하는 왕당파들을 지켰다.
1784년 해밀턴은 왕당파들의 권리를 연루시킨 럿거스 대 워딩턴 사건을 책임졌다. 그일은 사법 심사 제도의 창조로 이끌면서 미국 사법 제도를 위하여 현저한 사건이었다. 그는 자신이 뉴욕 은행의 창립에 원조했을 때 동년에 또다른 역사를 만든 위업을 이루었다. 왕당파들을 지키는 데 해밀턴은 적법절차의 새로운 원칙들을 제정하였다.
해밀턴은 추가적인 45개의 무단 침입 사건들을 취하러 가 반역자들이 자신들의 주택과 사업들을 점유한 왕당파들로부터 손해를 수집하는 것을 허용하는 데 1783년에 설립된 무단 침입법의 최종 폐지에서 수단이 되는 데 증명하였다.

## 정치와 정부
해밀턴의 정치적 의제는 새로운 헌법 아래 더욱 강한 연방 정부의 설립을 수반하였다.
1787년 뉴욕주의 대표로 지낸 동안 그는 그들이 합중국을 그대로 유지하는 데 지속할 수 없이 너무 약했던 연합규약을 어떻게 고치는 것에 관하여 논의하는 데 다른 대표들과 필라델피아에서 만났다. 회의가 열린 동안 해밀턴은 신뢰할 수 있는 지속적인 세입의 근본이 더욱 강력하고 탄력있는 중앙 정부를 개발하는 데 결정적일 것이라는 자신의 견해를 표현하였다.
해밀턴은 미국 헌법 작성에 강한 손을 가지지 않았으나 그는 그 비준에 큰 영향을 미쳤다. 제임스 매디슨과 존 제이와 협력한 해밀턴은 연방주의자 논집 총칭 아래 85개의 평론 중에 51개를 썼다.
평론에서 그는 그 찬성에 대비하여 새롭게 초안된 헌법을 능숙하게 설명하여 지켰다. 1788년 대표들의 3분의 2가 헌법을 반대한 포킵시에서 열린 뉴욕주 비준 협약에서 해밀턴은 비준을 위하여 강력한 옹호자로 효과적으로 반연방주의 의견에 반대하였다. 그의 노력들은 뉴욕주가 비준하는 데 동의했을 때 성공하였다.

## 초대 재무장관

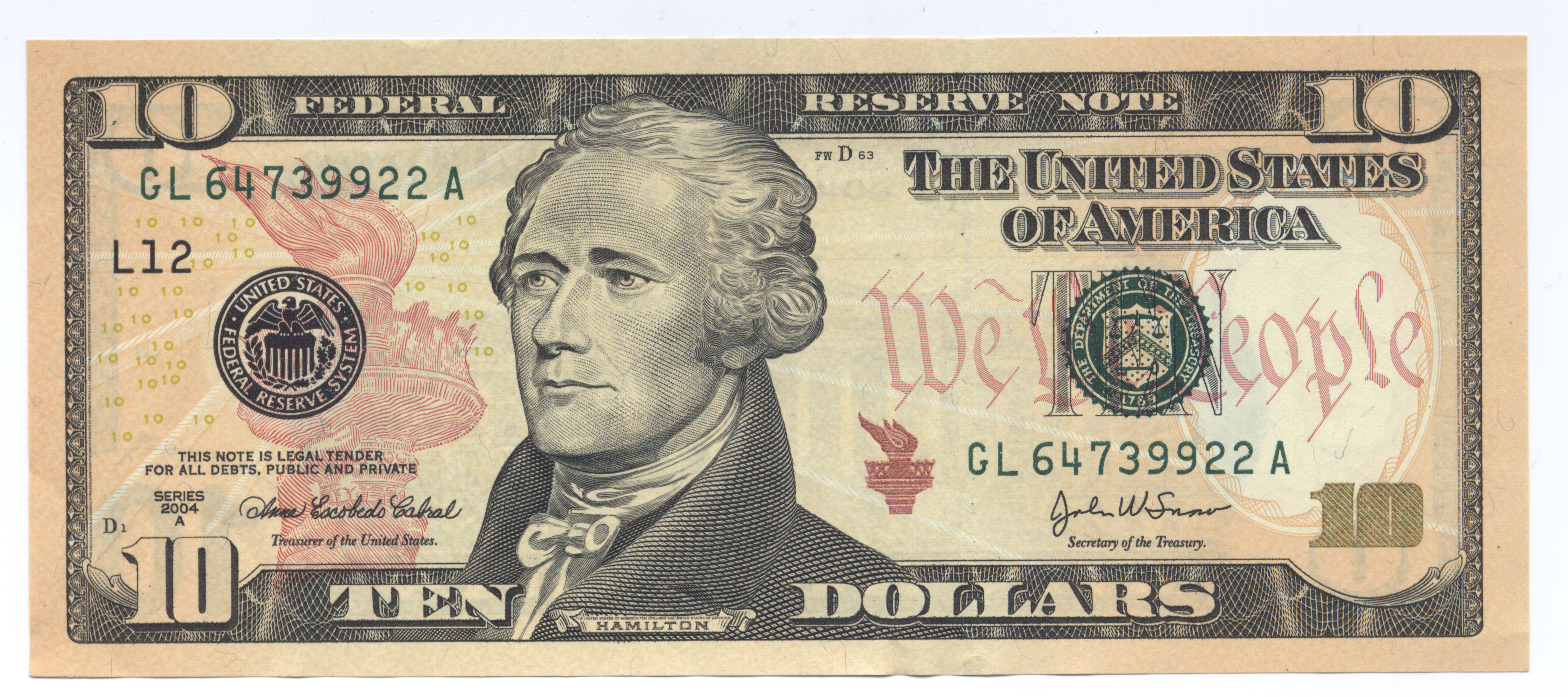
해밀턴의 초상이 그려져 있는 10 달러 지폐

1789년 워싱턴이 미국의 초대 대통령으로 선출되었을 때 그는 해밀턴을 초대 재무장관으로 임명하였다. 당시 국가는 미국 독립 전쟁 동안 발생한 비용으로 인하여 거대한 해외와 국내 부채를 향하고 있었다.
재무장관으로서 자신의 재직 기간 동안 항상 강한 중앙 정부의 지지자였던 해밀턴은 중앙 정부가 너무 많은 힘을 가질 것에 관하여 두려워 한 동료 내각원들과 함께 머리를 부딪쳤다. 자신들의 국가 충성심이 부족했던 해밀턴은 "식탁 거래"로 별명이 붙은 자신의 경제 프로그램을 위하여 후원 확보에 찬성에서 국가의 자본을 수용하는 데 뉴욕주의 기회를 거절하기까지 하였다.
그 일은 중앙 정부를 강화한 경제 정책들을 창조하는 데 헌법이 자신에게 권한을 주었다는 믿음이었다. 그의 제안된 재정 정책은 연방 전쟁 보증금 지불을 시작하였고, 연방 정부가 주정부의 부채를 맡게 하였고, 세금 징수를 위한 제도를 구축하였으며 미국이 다른 국가들과 신용을 쌓는 도움을 주었다.
1790년 6월 20일 해밀턴과 매디슨 사이에 만찬 대화가 있던 동안 타협이 도달되었을 때까지 어떤 왕당파들은 해밀턴의 제안에 분노하였다. 해밀턴은 포토맥강 근처의 현장이 국가의 수도로서 설립될 것을 동의하였고, 매디슨은 개인적 주들의 권리에 더욱 강력한 중앙 정부를 흥행한 정책들을 찬성한 것으로부터 의회, 특히 그 버지니아주 대표들을 더 이상 차단하지 않을 것이었다.
1795년 해밀턴은 재무장관으로서 자신의 직위로부터 물러나 강화된 연방 정부를 후원하는 데 미국 경제를 훨씬 더 안전한 뒤에 남겼다.

## 결투와 사망

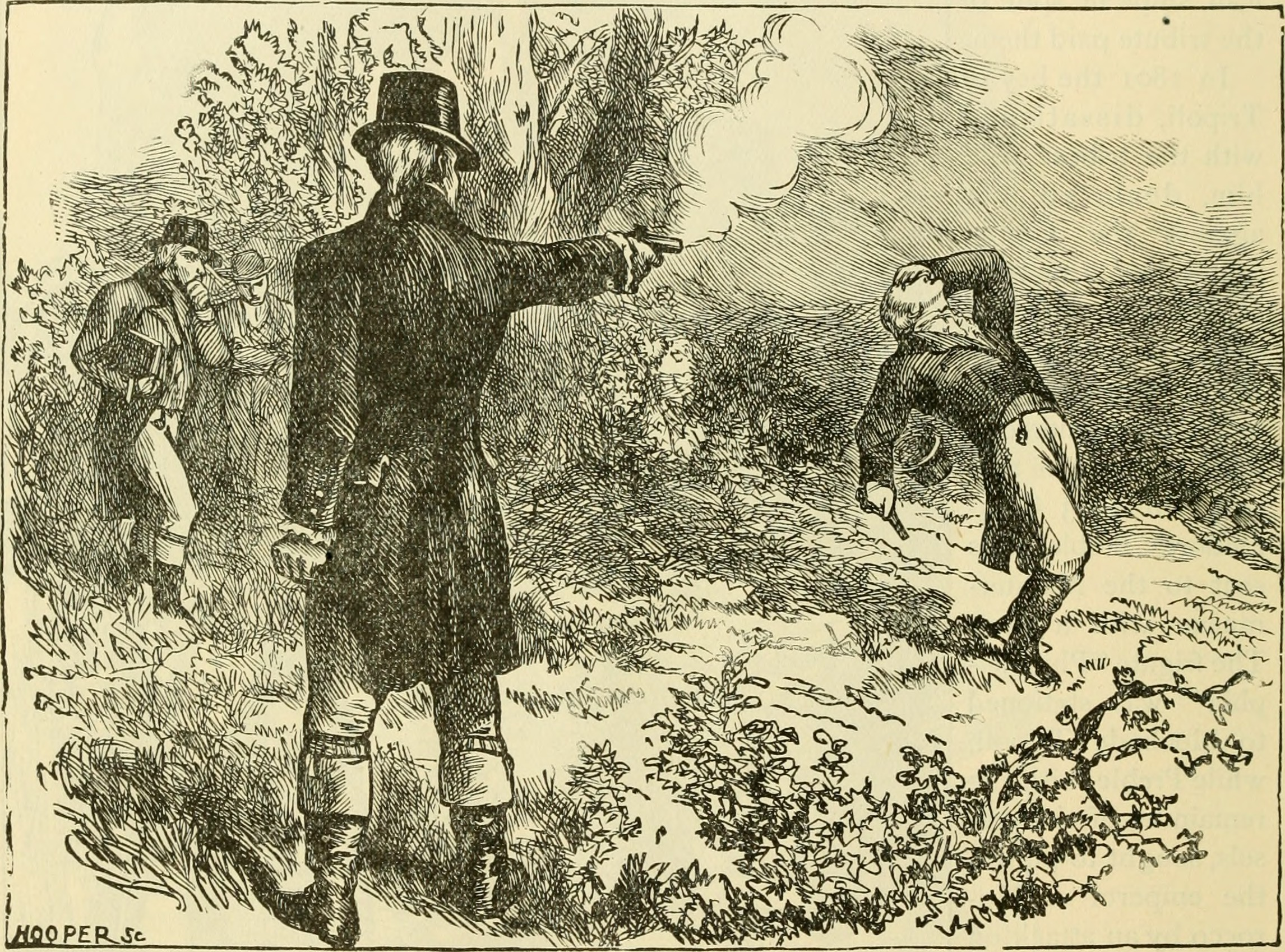
해밀턴에 총을 쏘는 에런 버의 모습을 그린 삽화

### 갈등
1800년, 대통령 선거에서 토머스 제퍼슨과 에런 버가 맞붙었는데 투표결과 공동 1위를 하게 되었다. 하원에서 제퍼슨이 대통령으로 선출되었다. 에런 버는 당시에 관례대로 부통령에 올랐다. 그러나 에런 버는 자신이 대통령으로 선출되지 못한것은 모두 알렉산더 해밀턴이 제퍼슨을 지지하며 하원의원들을 설득하고 자신의 선출을 방해했기 때문으로 보고 앙심을 품기 시작했다.
해밀턴은 대선이후 정계를 은퇴한 뒤 《뉴욕 이브닝 포스트》 신문을 창간했다. 1804년 뉴욕 주지사 선거에 에런 버가 출마했는데, 해밀턴은 연방파 후보인 에런 버를 반대하고 공화파 후보를 지지하였다. 근소한 차이로 뉴욕 주지사 선거에서 낙선한 에런 버는 사사건건 자신의 앞길을 가로막는 해밀턴에 대해 격노하며 결투를 신청했다.

### 결투
해밀턴은 1801년에 그의 아들이 결투로 목숨을 잃은 탓에 결투를 원치 않았지만, 자신의 명예를 위해 어쩔 수 없이 결투 신청을 받아들였다. 그 당시 뉴욕주는 결투를 법으로 금하고 있었고 위반시에는 사형에 처했다. 1804년 7월 11일, 애런 버와 알렉산더 해밀턴은 강을 건너서 결투가 합법이었던 뉴저지주 위호켄 외곽의 허드슨강변 바위 절벽 인근에서 만나 결투를 벌였다. 두 사람은 서로 총을 겨누고 동시에 방아쇠를 당겼으나 해밀턴이 쏜 총알은 빗나갔지만, 버가 쏜 총알은 해밀턴의 오른쪽 골반을 지나 간과 척추를 관통했다.

### 사망
해밀턴은 치명적인 상처를 입었고, 다음날 49세 나이로 사망했다. 버는 뉴욕과 뉴저지에서 살인 포함한 여러 범죄 혐의를 받았지만, 어느 관할권에서도 그에 대해 재판을 하지 않았고, 버는 자신의 딸과 그녀의 가족이 사는 사우스캐롤라이나로 도주했다.